# Heterophana canaliculata
Heterophana canaliculata är en skalbaggsart som beskrevs av Hippolyte Louis Gory och Achille Rémy Percheron 1833. Heterophana canaliculata ingår i släktet Heterophana och familjen Cetoniidae. Inga underarter finns listade i Catalogue of Life.